# William Francis Giauque
William Francis Giauque (12 mai 1895 à Niagara Falls, Ontario, Canada – 28 mars 1982 à Berkeley, Californie, E.-U.) est un ingénieur chimiste américain d'origine canadienne. Il a reçu le prix Nobel de chimie en 1949 « pour ses contributions dans le champ de la thermodynamique chimique, particulièrement à propos du comportement des substances à températures extrêmement basses » (proches du zéro absolu).

## Biographie
Il est né à Niagara Falls, en Ontario, au Canada. Ses parents étaient citoyens américains et ils retournèrent aux États-Unis où il a suivi sa scolarité dans le Michigan. Après le décès de son père en 1908, la famille retourna à Niagara Falls et il a fait ses études secondaires au Niagara Falls Collegiate Institute. Après la graduation, il a travaillé deux années à la compagnie Hooker Electro-Chemical Company en Niagara Falls, New York. Ensuite il décida de poursuivre des études universitaires dans le but initial de devenir ingénieur chimique.
Il s'inscrit à l'Université de Californie à Berkeley où il a demeuré pour le reste de sa carrière. Il obtint son baccalauréat-ès-sciences en 1920 en chimie et son doctorat en chimie en 1922. Il devint chargé de cours en 1922 et reçut plusieurs promotions pour devenir enfin professeur titulaire en 1934. Il prit sa retraite en 1962. Sa femme est morte en 1981.

## Zéro absolu
Il a commencé à s'intéresser au troisième principe de la thermodynamique comme sujet de recherche durant les expériences, menées pour son doctorat sous la direction de G.E. Gibson, qui visaient à comparer les entropies relatives des cristaux et des verres de glycérine.
L'objectif principal de ses recherches était de démontrer par des tests appropriés que la troisième loi de la thermodynamique était une loi fondamentale de la nature. En 1926, il a proposé une méthode pour observer des températures bien en dessous de 1 kelvin. Il les a employées avec succès dans son travail avec D. P. MacDougall entre 1933 et 1935. Il a aussi recherché l'entropie de l'oxygène pour découvrir les isotopes de l'oxygène.
Il a développé un procédé de réfrigération magnétique de son invention pour obtenir ce résultat, atteignant des températures plus proches du zéro absolu que ce que beaucoup pensaient possible. Ce travail pionnier et fondamental a aussi mené à des applications industrielles.

## Distinctions et récompenses
- 1949 : Prix Nobel de chimie
- 1951 : Willard Gibbs Award